# HD 269810
HD 269810 és una estrella blava del Gran Núvol de Magalhães; es tracta d'una de les estrelles amb major massa que s'han descobert a l'Univers mesurable, amb unes 150 masses solars.